# ورددت الجبال الصدى
«ورددت الجبال الصدى» هي ثالث روايات الكاتب الأفغاني-الأمريكي خالد حسيني. نشرتها عام 2013 دار Riverhead Books، وهي تختلف عن أسلوب الحسيني في أول كتابين وضعهما حيث اختار تجنب التركيز على أي شخصية بعينها. بل كتب الكتاب بأسلوب شبيه بمجموعة من القصص القصيرة، حيث أن كل فصل من الفصول التسعة مروي من وجهة نظر شخصية مختلفة. بني الكتاب على أساس العلاقة بين «عبد الله» ذي الأعوام العشرة وشقيقته «باري» ذات الأعوام الثلاثة وقرار والدهما ببيعها لزوجين لا ينجبان في كابول، هذا هو الحدث الذي يربط القصص المختلفة معاً.
يقول الحسيني أن نواياه كانت جعل الشخصيات أكثر تعقيداً وغموضاً من الناحية الأخلاقية. استكمالاً لموضوع عائلي أسسه في رواياته السابقة عداء الطائرة الورقية وألف شمس ساطعة، تركز رواية «ورددت الجبال الصدى» على العلاقة بين الأشقاء. فبالإضافة لعبد الله وباري، قدم الحسيني علاقات أخوية أخرى كعلاقة زوجة الأب باراوانا وشقيقتها المعاقة معصومة وطبيب أمريكي-أفغاني اسمه إدريس وابن عمه تيمور.
حققت الرواية طلباً عالياً، فقد كانت تحقق أعداد مراجعات عالية وتفضيلية حتى قبل نشرها وقد وصلت ضمن أعلى 10 روايات على موقع أمازون قبل إصدارها بعد خمسة أشهر من إصدارها، أفادت التقارير أنه بيع منها ثلاثة ملايين نسخة